# فلورن مالودا
فلورن ژوان مالودا (فرانسوی: Florent Johan Malouda‎؛ زادهٔ ۱۳ ژوئن ۱۹۸۰) بازیکن سابق فوتبال اهل فرانسه است که در پست هافبک بازی می‌کرد. او در گویان فرانسه به دنیا آمد و نماینده فرانسه و گویان فرانسه در سطح بین المللی بود.

## باشگاهی
او تاکنون در تیم‌های گنگام، لیون، چلسی، ترابزون‌اسپور و مس بازی کرده‌است

## تیم ملی
او همچنین ۸۰ بازی ملی برای تیم ملی فوتبال فرانسه انجام داده‌است.

## افتخارات

### باشگاهی
لیون
- لیگ ۱ (۴): ۰۴–۲۰۰۳، ۰۵–۲۰۰۴، ۰۶–۲۰۰۵، ۰۷–۲۰۰۶
- سوپر جام فوتبال فرانسه (۳): ۲۰۰۳، ۲۰۰۴، ۲۰۰۵

چلسی
- لیگ برتر فوتبال انگلستان (۱): ۱۰–۲۰۰۹
- جام حذفی فوتبال انگلستان (۳): ۰۹–۲۰۰۸، ۱۰–۲۰۰۹، ۱۲–۲۰۱۱
- جام خیریه انگلستان (۱): ۲۰۰۹
- لیگ قهرمانان اروپا (۱): ۱۲–۲۰۱۱